# گواستاتویا
گواستاتویا (به اسپانیایی: Guastatoya) یک منطقهٔ مسکونی در گواتمالا است که در El Progreso Department واقع شده‌است.